# Christine Kafando
Christine Kafando (Dabou, Costa de Marfil, 25 de diciembre de 1972) es una activista burkinesa contra el VIH/sida. Fue la primera mujer de Burkina Faso que ha dicho públicamente que es seropositiva.
La relevancia de Christine Kafando recae en el hecho de haber hecho pública su enfermedad y de haberse convertido en una luchadora contra el VIH/sida en Burkina Faso.

## Biografía
Christine Kafando, es la octava hija de una familia de 23 hijos. Estudio en la escuela primaria pública de Ousrou/Dabou (Costa de Marfil) antes de estudiar en el Liceo Moderno II de Dabou. De 1989 a 1992, siguió una formación de educadora preescolar y comenzó a trabajar en una escuela. Su gran interés por los niños surgió a su vuelta a Burkina Faso en 1994, cuando se incorporó al "Dispensaire Trottoir",  asociación para ayudar a niños de la calle y a las familias desfavorecidas de Bobo Dioulasso. Ocupó las funciones de responsable de la sección preescolar.
En 1997, descubrió que era seropositiva, situación que tuvo gran repercusión en su vida y su compromiso social y profesional, comprometiéndose con la lucha contra la enfermedad, la marginación, el rechazo y la discriminación de las personas enfermas.

## Trayectoria como activista
Desde junio de 1997, sabiendo que para luchar contra el VIH/sida hace falta que haya cooperación de diversos organismos y países, Christine Kafando fundó la asociación Association Responsabilité Espoir Solidarité junto a personas en su misma situación. El objetivo era mejorar la calidad de vida de las personas infectadas con el VIH en la provincia de Bobo Dioulasso. Desempeñó los cargos de secretaria y tesorera adjunta, llegando a ser la presidenta.
A lo largo de sus años de activismo ha ocupado diversos puestos en organismos tanto de ámbito nacional como internacional, entre otros, ha sido nombrada: Presidenta de la Red de la Junta para una mayor participación de las personas que viven con el VIH (REGIPIV) desde 2004; es miembro fundador de la asociación Responsabilité Espoir Solidarité (1996); es miembro de la Junta del Consejo Nacional de Lucha contra el SIDA y las Infecciones de Transmisión Sexual desde 2001, comisaria de la West Africa Commission on Drugs (WACD).
En 1998, entró a formar parte de una nueva unidad de cuidado de las personas con VIH ocupando el cargo de consejera psicosocial dentro del servicio de medicina interna del hospital universitario sanitario y social de Bobo Dioulasso, bajo de la responsabilidad del doctor Sawadogo Adrien.
El 23 de enero de 2003 se fundó la asociación "Espoir pour demain" (Esperanza para el mañana), que fue reconocida oficialmente el 12 de mayo de ese mismo año, con dos objetivos fundamentales, por un lado reducir los riesgos de transmisión materno-fetal de la infección por VIH/SIDA y por otro, mejorar la atención médica, nutricional y psicosocial tanto de la madre como del hijo seropositivos además de garantizar el apoyo y el seguimiento escolar de estos niños. El cargo de presidenta de la asociación recayó en Christine Kofando.
También implementó un proyecto de movilización social para conseguir una mayor implicación de los hombres en la resolución de los problemas de violencia contra las mujeres infectadas por el VIH o de Infecciones de transmisión sexual, proyecto que estuvo financiado por organizaciones francesas. La actividad en Bobo Dioulasso se desarrolló en 2004 con la  creación de la asociación APPEL en colaboración con la asociación Espoir pour Demain.
En 2004, fue designada coordinadora y presidenta de la "Maison des associations de lutte contre le SIDA" (Casa de las asociaciones de lucha contra el SIDA), que reagrupa a más de 110 asociaciones que trabajan contra el SIDA, el paludismo, la tuberculosis y desde hace poco, la hepatits B. Más de 20 de ellas proponen pruebas voluntarias y una atención médica, psicológica y social de los enfermos de VIH.
Christine Kafando es invitada a congresos y conferencias relacionadas con la lucha contra el VIH, tanto a nivel nacional como internacional.

## Reconocimientos
La labor de Christine Kafando ha sido reconocida tanto en su país como internacionalmente lo cual queda patente al haberle sido otorgado el rango de Caballero de la Orden Nacional del Mérito de Burkina Faso y Caballero de la Legión de Honor de la República Francesa.